# Bad Luck Brian
Kyle Craven (Cuyahoga Falls, Ohio, 10 d'agost de 1989), conegut pel seu sobrenom "Bad Luck Brian" (Mala Sort Brian" és una celebritat d'internet coneguda per la seva foto penjada a Reddit l'any 2012, que va esdevenir un mem.

## Origen
El 23 de gener de 2012, Ian Davies va penjar una foto d'anuari a Reddit del seu amic Kyle Craven. Ambós van atendre l'institut Archbishop Hoban a Akron, Ohio. Craden afirma que es va refregar la cara amb el seu suèter per enrogir-se i va posar per la foto amb una expressió desagradable; el director del institut li va dir que tornés a fer-se la foto del annuari.
El mem Bad Luck Brian és de l'estil imatge macro. El text superposat descriu una varietat d'esdeveniments desafortunats i vergonyosos. La foto va guanyar popularitat ràpidament a 4chan i a xarxes socials com Facebook o Twitter. El primer mem incloïa la frase "Take Driving test. Gets first DUI" (S'examina del carnet de conduir, el multen)
Un "Redditor" que afirmava ser Kyle Craven va intentar fer un fil d'AMA ("Pregunta'm Qualsevol Cosa") al subrredit, però es va retirar el fil. El moderador que va eliminar el fil va explicar els motius en un comentari que va rebre 35,000 dislikes, convertint-lo en un dels comentaris amb més dislikes de Reddit. Finalment Kyle va realitzar un AMA el 8 de Maig.
Bad Luck Brian va vendre samarretes, peluixos, tasses i altres objectes en supermercats com Wal-Mart. Volkswagen I altres empreses van realitzar campanyes publicitàries incloent-lo. L'octubre de 2018, Kyle va fer una sèrie d'anuncis per McDonald's. Craven afirma que entre merchandising, i anuncis va guanyar 20,000$ en tres anys.